# Il mulino del Po (film)
Il mulino del Po è un film del 1949 diretto da Alberto Lattuada e ispirato al terzo volume dell'omonimo romanzo di Riccardo Bacchelli.

## Trama

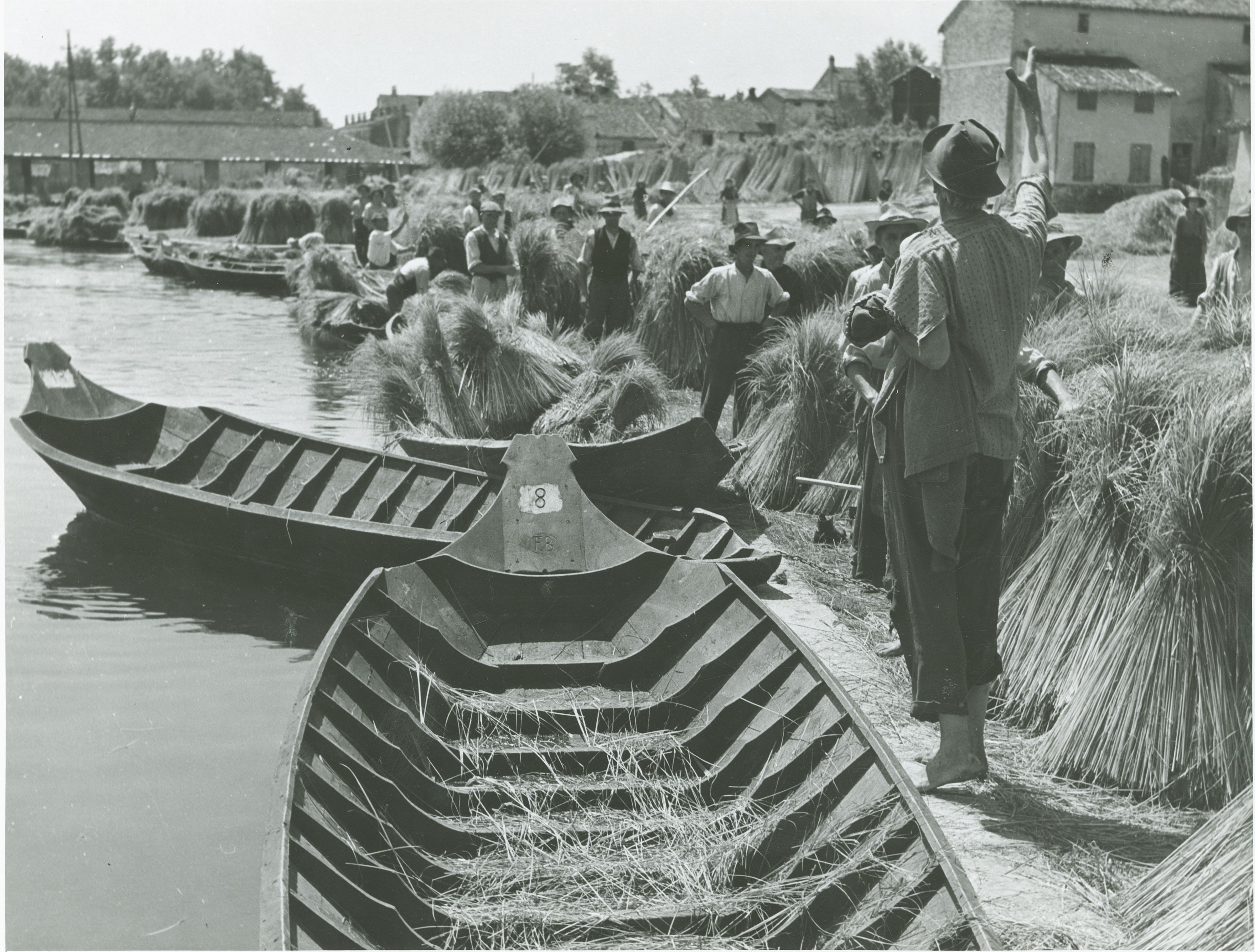
Una scena del film

Delta ferrarese del Po, fine Ottocento. L'austerità ed il lavoro quotidiano di due famiglie locali, Scacerni e Verginesi, vengono interrotte in un giorno speciale: il fidanzamento dei rispettivi figli, Berta e Orbino. La gioia del brindisi tra le famiglie è però guastata dall'arrivo dei finanzieri, giunti a verificare che gli Scacerni non abbiano di nuovo manomesso i contatori del loro mulino per non pagare la tassa sul macinato: in tal caso, ci sarebbero l'arresto e la confisca.
Non va meglio alla famiglia di Orbino: il Clapassòn, nuovo proprietario delle terre in cui i Verginesi lavorano da generazioni, impone un sistema di agricoltura intensivo e minaccia di cacciarli se non seguiranno i suoi ordini. La soluzione comune ai problemi dovrebbe venire dalla nascita della lega dei contadini, organizzazione socialista che sostiene il mondo agricolo contro le ingiustizie del governo e del padronato borghese; eppure, sarà proprio questo il pomo della discordia, in quanto all'adesione piena dei Verginesi si contrappone il rifiuto degli Scacerni ad ogni apertura verso la lega ed i suoi nuovi princìpi.
Gli eventi precipitano ulteriormente quando, durante un'ispezione notturna della finanza, gli Scacerni stanno per essere sorpresi con il contagiri manomesso, il che significherebbe la loro rovina: fallito il tentativo di riattivare il congegno, Princivalle dà fuoco all'intero mulino così come ordinato dalla madre. Ciò non evita tuttavia l'arresto del giovane né gravi problemi economici alla famiglia, che costringono Berta ad andare a servizio presso i genitori di Orbino e a rimandare le nozze.
Lo strappo tra le famiglie dei due fidanzati (i quali tuttavia continuano ad amarsi) si consuma del tutto dopo la prima riunione della lega quando, in solidarietà coi Verginesi sfrattati, viene sancito lo sciopero generale dei braccianti e con esso il più ferreo boicottaggio verso i "crumiri", come gli Scacerni, sempre al lavoro nel loro nuovo mulino. Il blocco totale della produzione e la morte di molti capi di bestiame, induce il padrone a chiedere l'intervento repressivo dei soldati che causa una drammatica rivolta popolare.
Dopo l'esaurirsi dello sciopero, Princivalle, aggredisce e uccide Orbino durante una lite provocata da calunnie inventate da Smarazzacucco. Lo stesso Princivalle, pentitosi, si reca dalla madre e dalla sorella a raccontare l'accaduto e assieme vanno in riva al fiume ad attendere la restituzione del corpo. Successivamente si allontana per andare a costituirsi.
(Scritta sulla scena conclusiva del film)

## Produzione

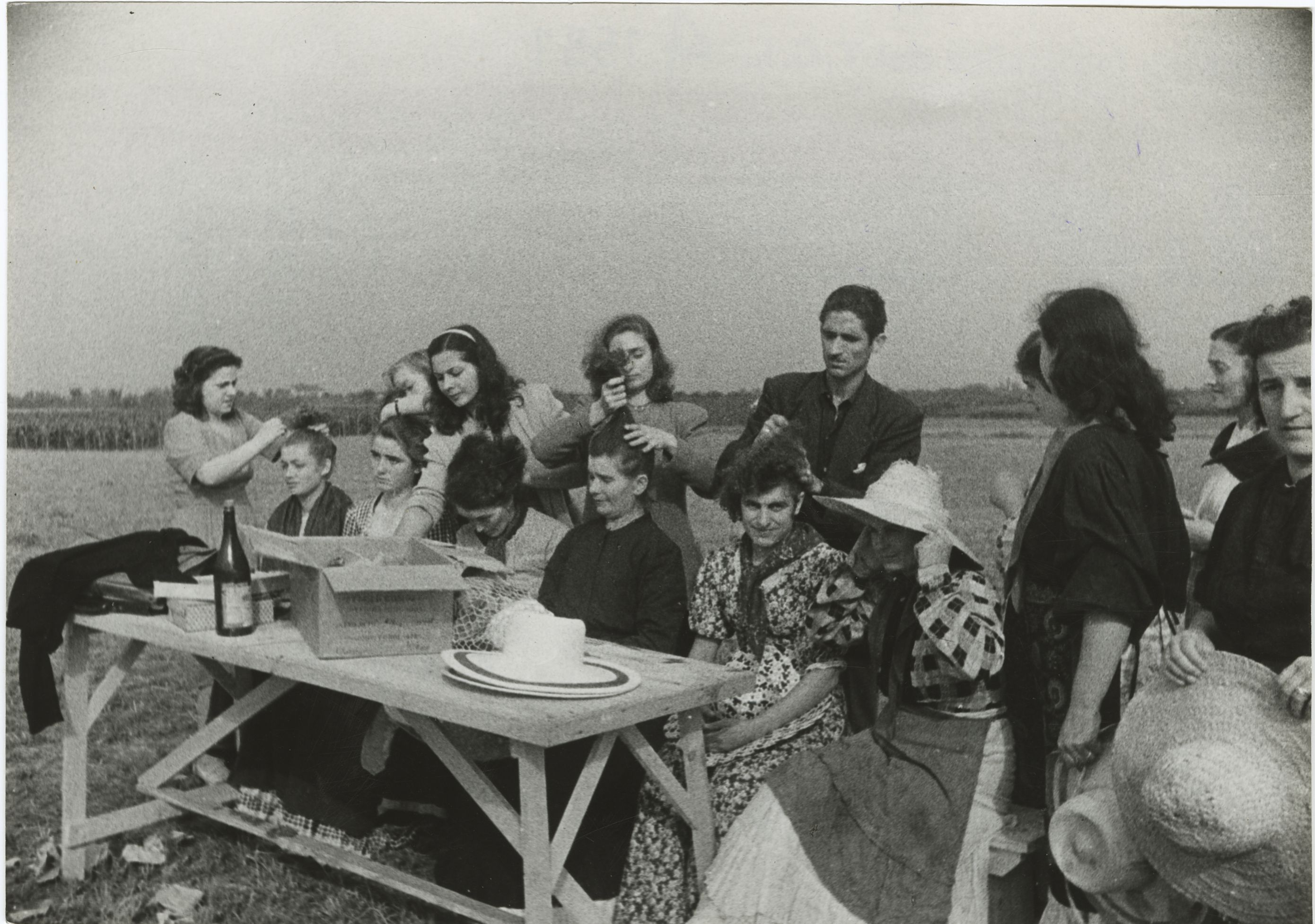
Sessione di trucco per le comparse del film. Archivio storico del Touring Club Italiano.

Il mulino delle riprese era di proprietà della famiglia Cavicchini, poi passato al figlio Albino fino all'affondamento. Il luogo di ancoraggio era Correggio Micheli (MN) dove il Mincio si immette nel Po.
All'interno del film, nella scena del comizio per la lega dei lavoratori, viene reso omaggio alla figura di Amilcare Cipriani, patriota ed anarchico del Risorgimento italiano.

## Distribuzione
Il film venne distribuito nel circuito cinematografico italiano il 28 settembre del 1949.

## Opere correlate
Nel 1963 venne realizzato uno sceneggiato televisivo diretto da Sandro Bolchi dallo stesso titolo, appunto Il mulino del Po, che però si basava sul primo volume del romanzo.